# Schecke (Kleidung)

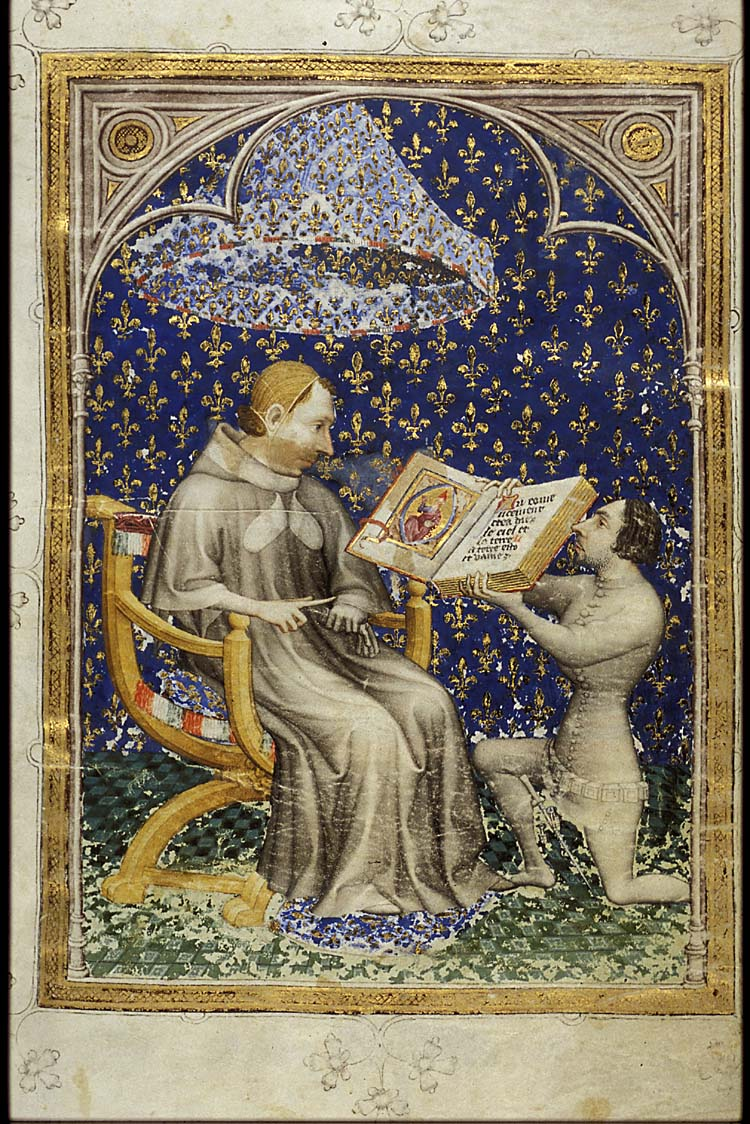
Jean de Vaudetar (kniend) in einer Schecke mit Dusing dargestellt, Buchmalerei von Jan Bondol, 1372.

Die Schecke oder das Hänslein (mhd. schecke, schegge von französisch jaque ‚Hans‘, später zu jaquette ‚Jackett‘, ‚Jacke‘) war ein modisches Obergewand, das von etwa 1350 bis um 1430 von jüngeren Männern getragen wurde. Sie entstand aus dem älteren und längeren Surcot.

## Beschreibung

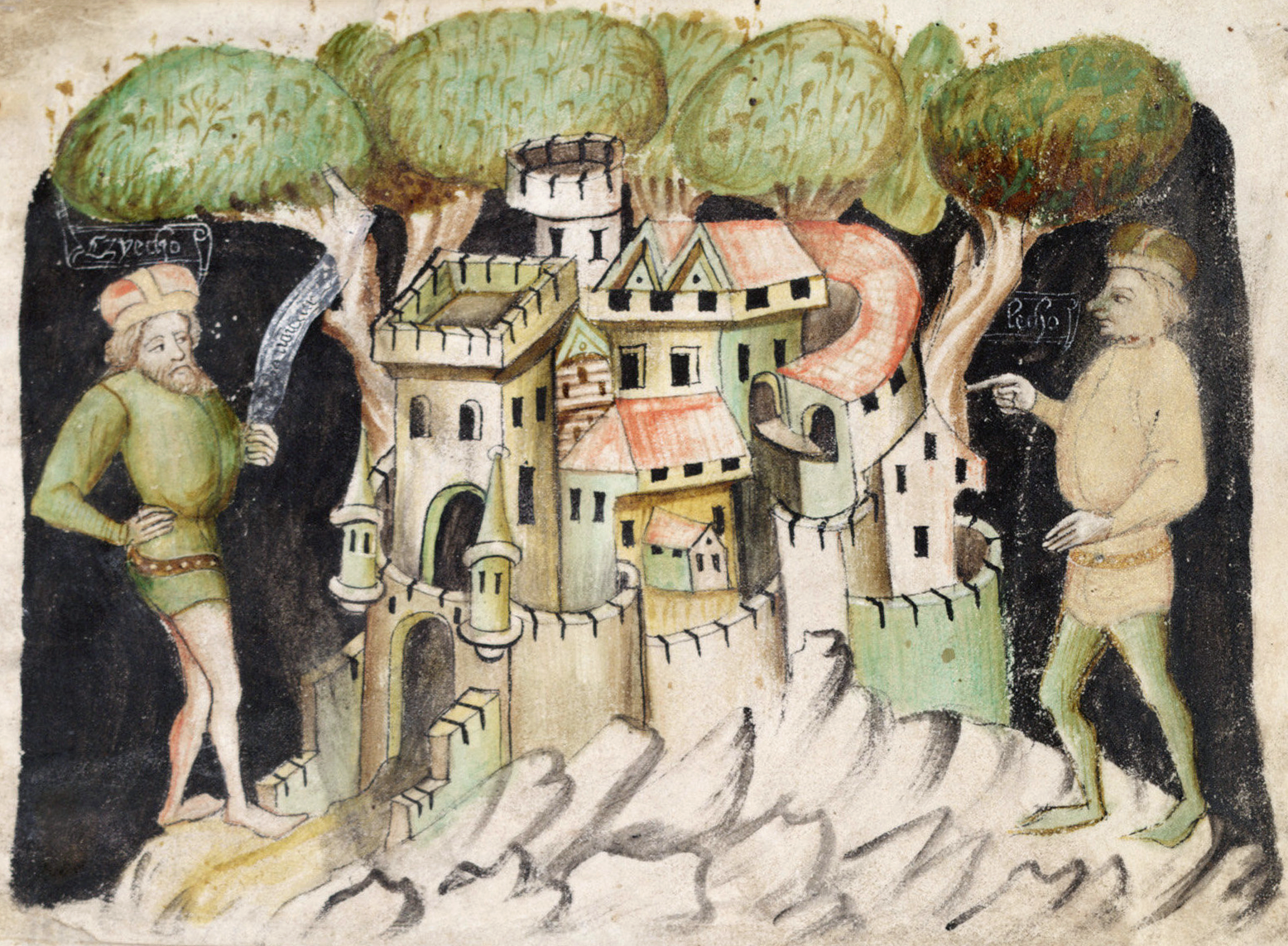
Zwei Männer in Schecken, Bautzener Handschrift der Chronica Boemorum, 14. Jahrhundert

Eine Schecke war sehr kurz, ab etwa 1360 bedeckte sie gerade das Gesäß. Weiterhin zeichnete sie sich durch ihren den Körper modellierenden, enganliegenden Schnitt aus. Die Schecke wurde deswegen meist vorne durchgehend geknöpft oder geschnürt. Die enge Taille wurde verstärkt durch darunter getragene Binden und in den 1360er bis 1380er Jahren durch eine Polsterung der Brust, Schultern und des Schoßes, letztere möglicherweise inspiriert vom Wams. Eine zusätzliche Taillierung brachten vertikale, schnürbare Schlitze unter den Armen.
Die Schecke hatte keinen Kragen oder einen kleinen Stehkragen. In Hüfthöhe wurde über der Schecke der Dusing getragen. Gegen Ende des 14. Jahrhunderts wurde auch in der Taille ein Gürtel getragen.
Im 14. Jahrhundert wurde die Schecke mit Ärmeln bis zu den Handgelenken getragen, die meist tüten- oder beutelförmig waren, selten glatt und anliegend. Um 1400 verlängerten sich die Ärmel bis zum Knie und darüber hinaus und wurden mit Zatteln oder auch Pelz verziert.

## Verwendung
Während Meyers Großes Konversationslexikon Anfang des 20. Jahrhunderts noch eine Verwendung ähnlich einem Pourpoint auch unter der Kleidung oder über dem Harnisch annahm, definierte Änne Liebreich 1928 die Schecke als das Obergewand, das Wams als Unterrock; sie wies jedoch darauf hin, dass historische Quellen die Begriffe Schecke und Wams häufig vermischen. Ingrid Loschek und Gundula Wolter beschrieben die Schecke 2011 allein als Obergewand.
Die Kürze der Schecke änderte auch die Anbringung der Beinlinge, die nun nicht mehr an einem Hüftgürtel oder der Bruoch befestigt werden konnten. In Zürich wurde in den 1370er Jahren ein Erlass verabschiedet, der es Männern und Jungen aus sittlichen Gründen verbot, Schecken kürzer als knielang zu tragen.

## Sonstiges
Von diesem Kleidungsstück leiten sich der im Deutschen vorhandene Familienname Scheckler sowie der stark im niederländischen, belgischen und französischen Raum verbreitete Familienname Schäck (auch Scheck etc.), und ebenso der Name des Kuchens „Eierschecke“ ab.